# Охримович, Василий Остапович
Василий Остапович Охримович (укр. Василь Остапович Охримович; 24 мая 1914 — 19 мая 1954) — украинский военный и политический деятель, краевой проводник ОУН на Западно-Украинских землях (ЗУЗ) (с сентября 1943), член УГВР, ЗП УГВР, ЗЧ ОУН. Майор-политвоспитатель УПА. Рыцарь Золотого Креста Боевой Заслуги 2-го класса.

## Биография
Член УВО, ОУН (1932).
В 1931 году арестован и посажен в тюрьму за националистическую деятельность. В 1933 году вновь арестован и исключен из Тернопольской гимназии общества «Родная школа» (Тернополь). Обучение продолжил в гимназии при Львовской духовной семинарии.
Следующий арест произошел в 1935 году, после чего Охримович помещен в концлагерь Береза Картузская. После ареста в 1937 году, когда поляки проводили массированную атаку на ОУН, 11 марта 1938 приговорен к 8 годам заключения.
После нападения Германии на Польшу в сентябре 1939 года бежал из тюрьмы. Окончил юридический факультет Берлинского университета (1940). Был членом Украинского Центрального Комитета (УЦК) в Кракове.
Во время раскола в ОУН (1939-1940) стал на сторону Степана Бандеры. Работал в канцелярии Военного штаба ОУН (б), учился на курсах подготовки командного состава.
В июле-августе 1941 года был председателем Областной Управы Тернопольской области, а впоследствии перешел в подполье. В 1942 году был одним из руководителей школы подготовки подпольных кадров ОУН для работы в восточных областях Украины.
Принимал участие в I-й, II-й (апрель 1942) и III-й (февраль 1943) конференциях ОУН. Последняя состоялась в селе Теребежи и там обсуждался вопрос вооруженного выступления против немцев. Николая Лебедя обвинили в слабой поддержке создания вооруженных формирований ОУН на Северо-Западных украинских землях (ПЗУЗ), после чего он в апреле 1943 ушёл в отставку, а 13 мая 1943 избрано новое руководство Провода ОУН куда вошли: Роман Шухевич, Дмитрий Майивский, Зиновий Матла. Они отстранили от должности Краевого проводника ОУН на Западно-Украинских землях (ЗУЗ) Михаила Степаняка и от сентября 1943 им стал Василий Охримович.
Позже он стал также членом Провода ОУН, принимал участие в III-м Чрезвычайном Великом сборе ОУН (август 1943). Был членом комитета по созданию Украинской Главного Освободительного Совета — объединенного политического и военного центра, фактически подпольного парламента и правительства Украины, Учредительное собрание которой состоялось 11-15 июля 1944 вблизи сел Воскресная и Спрыня на Самбирщине и где Охримович был избран членом первого состава УГВР.
С 1946 — в эмиграции в Западной Германии. Поддерживал тесные контакты с подпольным движением на родине. В течение 1946-1951 — член Заграничного представительства УГВР (ЗП УГВР), член Заграничных Частей ОУН (ЗЧ ОУН) (до 1948).

## Арест и казнь
19 мая 1951 Охримович десантирован западными спецслужбами в Дрогобычской области для координации действий украинского подполья. Сумел встретиться с Главным командиром УПА Василием Куком и вести некоторое время работу в подполье, возглавляя в этот период ОУН Карпатского края, но 6 октября 1952 был арестован органами МГБ вблизи села Войнилов, ныне пгт. Кольского района Ивано-Франковской области. После чего был перевезен в Киев.
После смерти Сталина 5 марта 1953, в течение 114 дней практически «первым» лицом в Советском Союзе был Лаврентий Берия, который планировал начать серьезные политические реформы, которые касались, в том числе, и событий в Западной Украине. Поэтому, по его приказу, в Москву привезли руководителя разведки ЗП УГВР Василия Охримовича, через которого чекисты пытались выйти на националистическое подполье, чтобы убедить в нецелесообразности дальнейшей борьбы. С этой же целью в тогдашнюю столицу СССР из сибирской ссылки привезли сестер Бандеры, из Владимирской тюрьмы — Президента УГВР Кирилла Осьмак, а также митрополита Иосифа Слипого, которого также пытались использовать для борьбы с оуновским подпольем.
26 мая 1953 на заседании Президиума ЦК КПСС принято постановление «Вопросы западных областей Украинской ССР». Но через месяц 26 июня Берия был арестован, обвинен в шпионаже в пользу английской разведки, в поддержке украинских буржуазных националистов и т. д. и казнен. После этого продолжилось применение старых, проверенных методов борьбы с украинскими повстанцами, а Василий Охримович, после следствия и длительных допросов был осужден военным трибуналом Киевского военного округа и приговорён к расстрелу. Казнен в 19 мая 1954 года.